# More About Nostradamus
More About Nostradamus ist ein US-amerikanischer Kurzfilm aus dem Jahr 1941.

## Handlung
Der Film ist eine Kurzbiografie des französischen Arztes und Astrologen Nostradamus (1503–1566). Es werden Beispiele von erfüllten Prophezeiungen gezeigt. So erzählte Nostradamus einem jungen Priester, dass er Papst werden würde, was auch geschah. In Nostradamus Schriften wurde der Zweite Weltkrieg vorhergesagt.

## Auszeichnungen
Bei der Verleihung der Academy Awards 1941 war der Film in der Kategorie Bester Kurzfilm (One-Reel) für den Oscar nominiert.

## Hintergrund
Die Premiere hatte die Produktion der MGM am 18. Januar 1941.